# Престийн
Престѝйн (на английски: Presteigne;на уелски: Llanandras, Лана̀ндрас, произнася се по-близко до Хлана̀ндрас) е град в Източен Уелс, графство Поуис. Разположен е около река Лъг на границата с Англия на около 70 km на север от столицата Кардиф. Имал е жп гара от 9 септември 1875 г. до 1961 г. Населението му е 2191 жители според данни от преброяването през 2001 г.